# Fyra minuter
Fyra minuter (tyska: Vier Minuten) är en tysk dramafilm från 2006 i regi av Chris Kraus.

## Utmärkelser
Filmen vann Tyska filmpriset för bästa film 2007.

## Roller i urval
- Monica Bleibtreu - Traude Krüger
  - Edita Malovčić - unga Traude
- Hannah Herzsprung - Jenny von Loeben
- Sven Pippig - Mütze
- Richy Müller - Kowalski
- Jasmin Tabatabai - Ayşe
- Nadja Uhl - Nadine Hoffmann